# Walter Többens
Walter Caspar Többens, auch Walther Többens, (* 19. Mai 1909 in Meppen; † 16. November 1954) war Inhaber der Többenswerke im Warschauer Ghetto.

## Leben
Walter Többens, von Beruf Kaufmann, war bis 1934 in einer Bremer Kaffeerösterei beschäftigt. Seit 1932 erwarb er sieben Geschäfte, die zuvor jüdischen Bürgern gehört hatten (vgl. Arisierung). Er trat im September 1937 in die NSDAP (Mitgliedsnummer 5.349.852) ein.
Nach Ausbruch des Zweiten Weltkrieges wurde Többens durch Heinrich Lauts, Geschäftsführer der Wirtschaftsgruppe Groß- und Einzelhandel in Berlin, Großhändler im Kreis Tomaschow. Dort mussten jüdische Zwangsarbeiter für seine Produktion arbeiten. 1941 wurde Többens, wiederum durch Lautz, ins Warschauer Ghetto geholt, um als Mitglied einer Produktions-Kommission Wehrmachtsaufträge durchzuführen, die über die deutsche Transferstelle abgewickelt werden sollten. Ohne Eigenkapital konnte sich Többens durch Korruption unabhängig machen und im Warschauer Ghetto die Többenswerke errichten. Neben einer Schneiderei, Schuhmacherei und Kürschnerei umfassten die Produktionsstätten unter anderem auch eine Mützen- und Gummifabrik. Bis zu 25.000 jüdische Zwangsarbeiter mussten in diesen Produktionsstätten unter inhumanen Lebens- und Arbeitsbedingungen Zwangsarbeit verrichten. Es wurden regelmäßig Selektionen vorgenommen und Arbeiterinnen in das Vernichtungslager Treblinka deportiert.
Anfang 1943 wurde der Höhere SS- und Polizeiführer Friedrich-Wilhelm Krüger von Reichsführer SS Heinrich Himmler ersucht, bei den Többens-Werken eine Buchprüfung durchführen zu lassen. Többens konnte die Buchprüfung jedoch abwenden und wurde durch Odilo Globocnik Anfang 1943 zum „Bevollmächtigten für die Verlegung der jüdischen Betriebe in Warschau“ ernannt, um so die Arbeiter seiner Betriebe und deren Angehörige in Lubliner Lager überführen zu können. Hierdurch konnte einer Übernahme des Betriebes durch die SS und der von Himmler angeordneten Überführung der jüdischen Arbeiter in das KZ Majdanek zuvorgekommen werden. Im April und Mai 1943, während des Aufstandes im Warschauer Ghetto, wurden allein 10.000 Zwangsarbeiter samt Familienangehörigen von Többensbetrieben in das Zwangsarbeiterlager Poniatowa überstellt. Auch die Produktionsstätten der Többenswerke wurden nach Poniatowa verlagert. Am 4. November 1943 wurden im Rahmen der „Aktion Erntefest“ etwa 15.000 Juden des Arbeitslagers erschossen.
Többens baute danach in Warschau erneut eine Produktion auf und erwarb im Februar 1944 für 1,4 Millionen RM das Bambergerhaus in Bremen. Kriegsbedingt verlagerte Többens, wahrscheinlich Ende 1944, seine Produktion nach Delmenhorst.

## Nach Kriegsende
Am 11. September 1945 wurde Többens durch Angehörige des Counter Intelligence Corps in Bremen verhaftet und interniert. Im Januar 1946 gelang ihm die Flucht aus der Internierung und nach seiner Wiederergreifung im Juni 1946 konnte er erneut aus der Internierung in Darmstadt am 22. November 1946 entkommen. Die Bremer Spruchkammer verurteilte ihn in Abwesenheit zum hauptschuldigen Kriegsverbrecher. Nach dem Ende der Entnazifizierung stellte sich Többens im April 1951 freiwillig den Behörden und wurde, auch aufgrund entlastender Aussagen ehemaliger Mitarbeiter, Ende Mai 1952 nur noch als „Mitläufer“ eingestuft. Többens starb im November 1954 gemeinsam mit seiner Sekretärin bei einem Autounfall. Der Többensbetrieb ging im Juni 1988 in Insolvenz.